# Jersey Affair
Pour plus de détails, voir Fiche technique et Distribution.
Jersey Affair est un thriller italo-britannique réalisé par Michael Pearce sorti en 2017.

## Synopsis
Sur l'île de Jersey, une jeune femme tombe amoureuse d'un homme mystérieux. Cette rencontre la pousse à fuir sa famille tyrannique. Alors que l'homme est soupçonné de plusieurs meurtres, elle le défend aveuglément.

## Fiche technique
- Titre : Jersey Affair[1]
- Titre original : Beast
- Réalisation : Michael Pearce
- Scénario : Michael Pearce
- Photographie : Benjamin Kracun
- Montage : Maya Maffioli
- Costumes : Jo Thompson
- Décors : Laura Ellis Cricks
- Musique : Jim Williams
- Production : Kristian Brodie, Lauren Dark et Ivana Mackinnon
  - Production déléguée : David Kosse (en), Sam Lavender, Natascha Wharton, Myles Payne, David Staniland et Greg McManus
- Sociétés de production : British Film Institute et Film4
- Société de distribution : Bac Films
- Pays de production :  Royaume-Uni -  Italie
- Genre : thriller
- Durée : 107 minutes
- Dates de sortie :
  - Canada : 9 septembre 2017 (Toronto)
  - Royaume-Uni : 7 octobre 2017 (Londres) ; 27 avril 2018 (en salles)
  - France : 29 mars 2018 (Lyon) ; 18 avril 2018 (en salles)

## Distribution
- Jessie Buckley (VF : Alexandra Garijo) : Moll
- Johnny Flynn (VF : Simon Koukissa) : Pascal
- Geraldine James (VF : Martine Irzenski) : Hilary
- Shannon Tarbet (VF : Anne-Charlotte Piau) : Polly
- Trystan Gravelle (VF : Sébastien Desjours) : Clifford
- Charley Palmer Rothwell (en) : Leigh
- Hattie Gotobed : Jade
- Emily Taaffe : Tamara
- Tim Woodward : Fletcher
- Olwen Fouéré (VF : Annie Sinigalia) : Theresa Kelly

Source et légende : version française (VF) selon le carton de doublage.

## Sortie

### Accueil critique
En France, le site Allociné recense une moyenne des critiques presse de 3,1/5, et des critiques spectateurs à 3,5/5.

## Distinction
- BAFA 2019 : Meilleur nouveau scénariste, réalisateur ou producteur britannique